# 埼玉県道402号草加停車場線

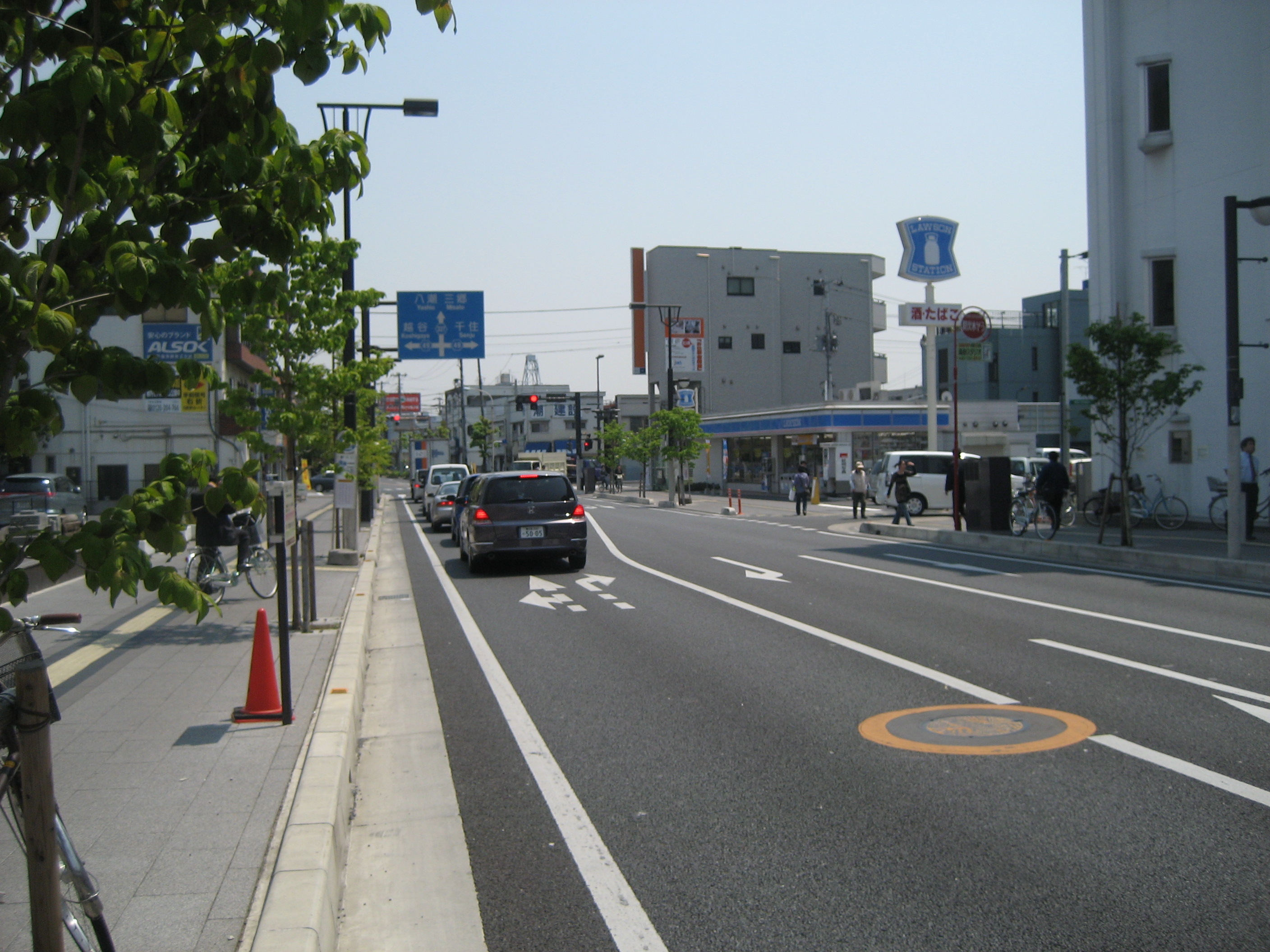
草加駅入口交差点方面

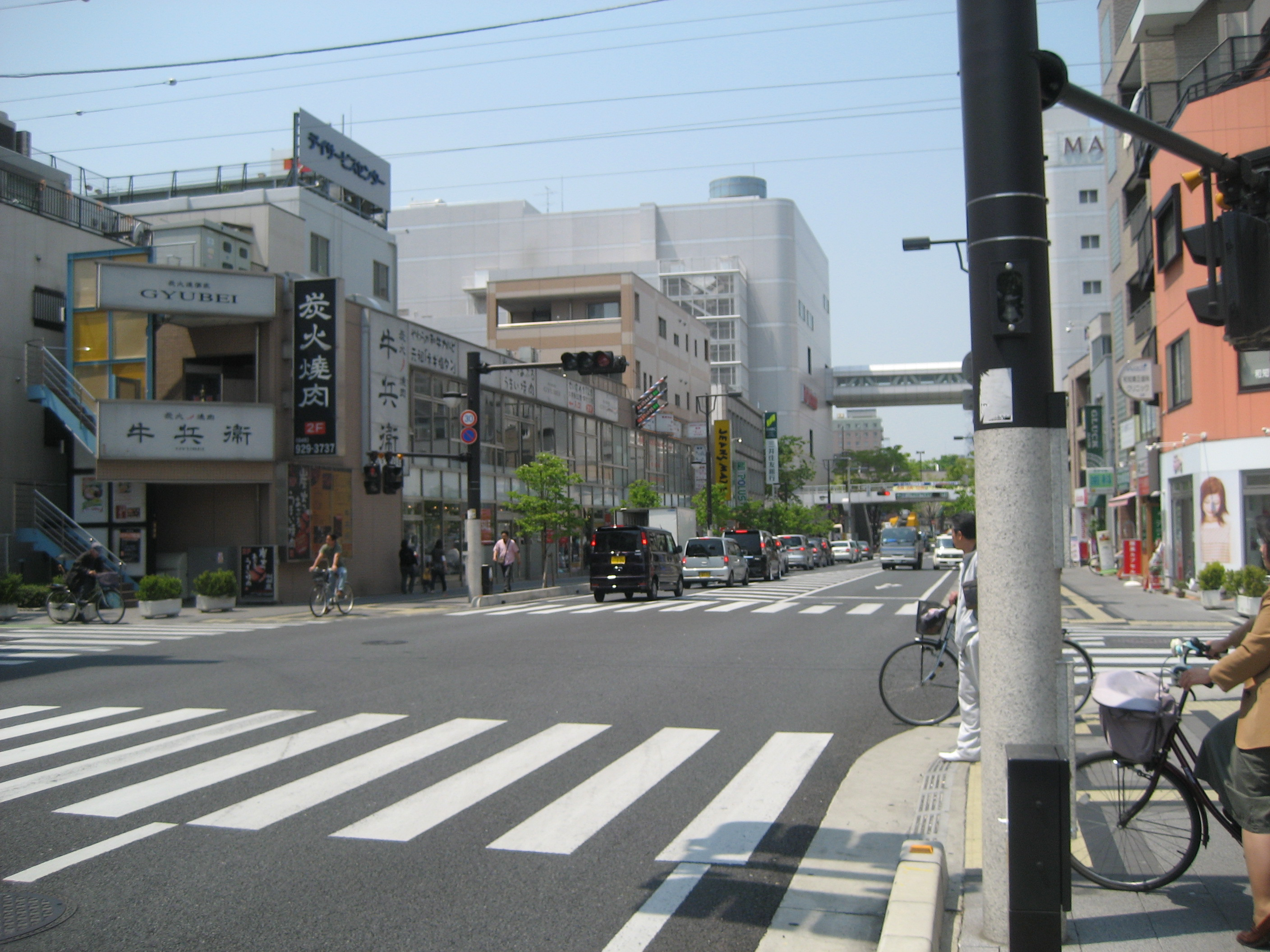
草加駅東口方面

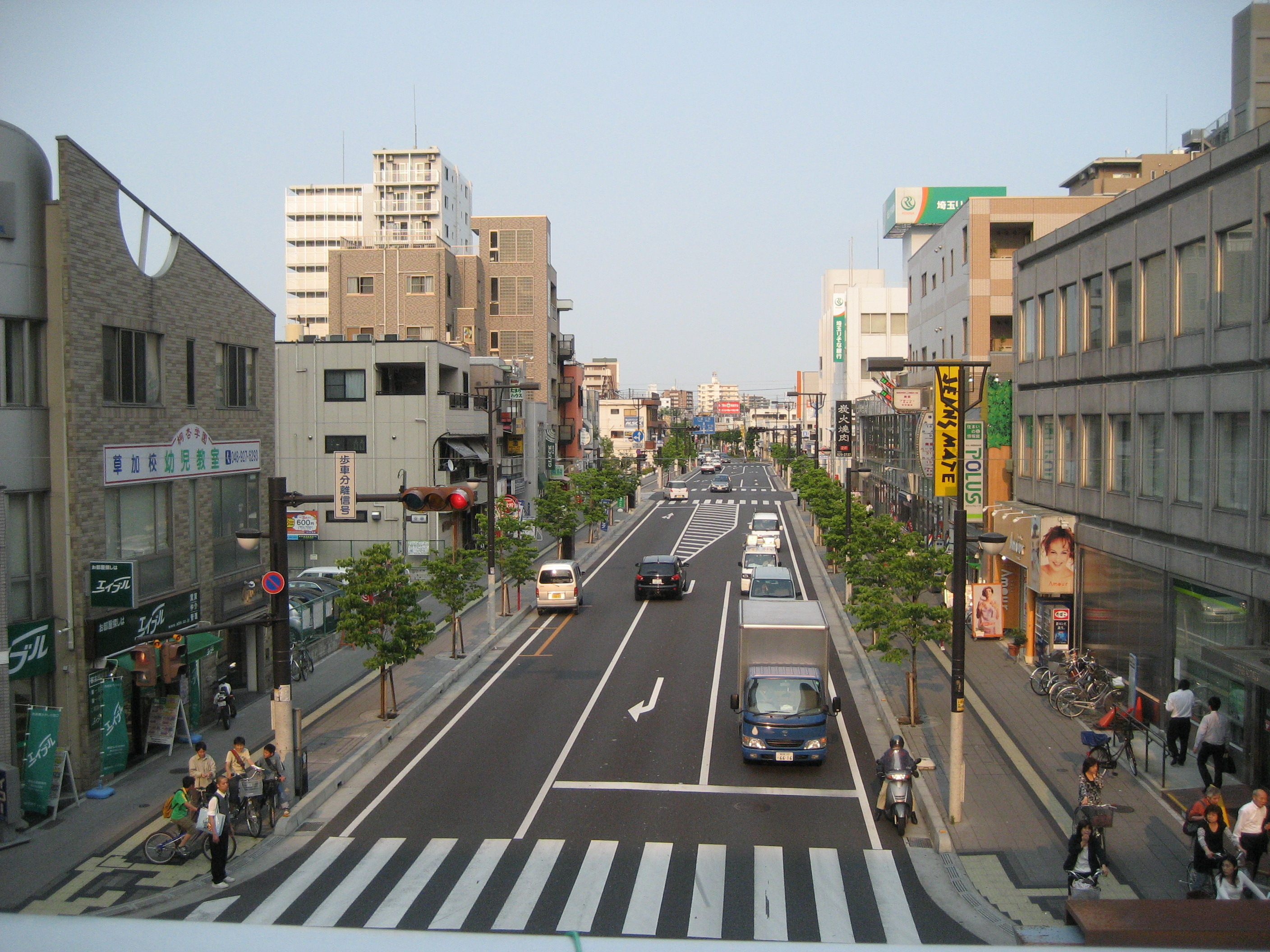
草加駅東口から県道足立越谷線方面を望む

埼玉県道402号草加停車場線（さいたまけんどう402ごう そうかていしゃじょうせん）は、埼玉県草加市の草加停車場（草加駅東口）から同市の埼玉県道49号足立越谷線（日光街道）に至る一般県道である。

## 概要
草加駅東口から埼玉県道49号足立越谷線に至る駅前通りである。距離は短いが、埼玉県道327号草加八潮三郷線などを通じて草加市東部、八潮市北部および同市中心部から同駅へのアクセス道路ともなっている。 また、2008年度（平成20年度）に歩道の拡幅と電線共同溝工事が完了した。
- 起点：埼玉県草加市高砂（草加停車場）
- 終点：埼玉県草加市高砂（草加駅入口交差点）
- 実延長：255m

## 通過する自治体
- 埼玉県
  - 草加市

## 交差・接続する道路
- 埼玉県道49号足立越谷線･埼玉県道327号草加八潮三郷線 - 草加駅入口交差点

## 沿道の主な施設
- 草加駅
- 草加警察署草加駅前交番
- アコス
  - 丸井草加店
  - イトーヨーカドー草加店
- 三井住友銀行草加支店
- 埼玉りそな銀行草加支店